# Thomas Bredsdorff
Thomas Bredsdorff (* 1. April 1937 in Silkeborg) ist ein dänischer Journalist, Literaturhistoriker, Literaturkritiker und Hochschullehrer, der sowohl den Søren-Gyldendal-Preis als auch zwei Mal den Georg-Brandes-Preis erhielt und sich insbesondere mit der Zeit der Aufklärung befasst.

## Leben
Nach dem Schulbesuch studierte Bredsdorf Anglistik und Dänische Sprache und schloss dieses Studium 1965 mit einem Magister ab. Im Anschluss wurde er Redakteur für Literatur und Theater bei der Tageszeitung Politiken. 1967 veröffentlichte er Sære fortællere. Hovedtræk af ny dansk prosa und bewies damit sein Talent für eine stringent-pädagogische Darstellung literarischer Themen und Werkanalysen zeitgenössischer dänischer Literatur.
In der Folgezeit verfasste er zahlreiche Fachbücher über ältere und zeitgenössische skandinavische und altenglische Literatur wie die Studie Kaos og kærlighed (1971) sowie zum Zeitalter der Aufklärung. 1976 schloss er seine Promotion zum Doktor der Philosophie mit Digternes natur, einer Dissertation über die dänische Dichtung des 17. Jahrhunderts.
1978 nahm Bredsdorff den Ruf auf eine Professur für nordische Literatur an der Universität Kopenhagen an und lehrte dort bis zu seiner Emeritierung 2004. In den folgenden Jahren verfasste er weitere literaturhistorische Studien wie Tristans børn. Angående digtning om kærlighed og ægteskab i den borgerlige epoke (1982), für die er 1982 mit dem Georg-Brandes-Preis sowie 1984 mit dem Søren-Gyldendal-Preis geehrt wurde.
Danach folgten bedeutende Monografien wie De sorte huller. Om tilblivelsen af et sprog i P.O. Enquists forfatterskab (1991) über den schwedischen Schriftsteller Per Olov Enquist sowie Med andre ord (1996) über die Sprache beim Dichter Henrik Nordbrandt. Im Jahr 1999 verlieh ihm die Gesellschaft für schöne und nützliche Wissenschaft deren Förderpreis „für dessen beachtlichen sprachlichen und literarischen Leistungen“.
2003 veröffentlichte er mit Den brogede oplysning ein weiteres Buch über die nordische Literatur des 17. Jahrhunderts, wobei er sich diesmal schwerpunktmäßig mit dem „gesunden Menschenverstand“ und der „Vernunft“ der damaligen Epoche beschäftigte. Für dieses Werk erhielt er als erster und bisher einziger Autor den Ehrenpreis des Georg-Brandes-Preises und damit zum zweiten Mal diesen Literaturpreis.
2015 erhielt Bredsdorff den Nordischen Preis der Schwedischen Akademie.

## Schriften
Zu Bredsdorffs weiteren Veröffentlichungen gehören:
- Magtspil: Europæiske familiestykker : samtalen i teatret--samtale med teatret, 1986, ISBN 978-87-01-51074-5
- Den bratte forvandling: Om digteren Sylvia Plath, 1987, ISBN 978-87-12-01618-2